# Mesial
Medial é um termo de comparação em anatomia, que caracteriza as partes do corpo humano mais próximas ao plano mediano.